# Сопатр
Сопатр Апамейський (дав.-гр. Σώπατρος ὁ Ἀπᾰμεύς, IV ст.) — античний філософ — неоплатонік, учень Ямвліха, голова Пергамської школи неоплатонізму після смерті Ямвліха.

Відомості про Сопатра майже відсутні. Власне теоретичний зміст його діяльності відновити практично неможливо. З робіт Сопатра не збереглося майже нічого. Відомо, що Сопатр стверджував, що містеричне посвячення встановлює спорідненість душі з божественною природою. Сопатр згадується головним чином у зв'язку зі своїми особистими якостями або фрагментами з біографії (наприклад: у Євнапія: «Сопатр, який був талановитішим ніж інші завдяки височини своєї природи і величі душі», «чоловік, здатний як в красномовстві, так і в письменництві»). 
Сопатр завжди згадується в зв'язку з діяльністю Пергамської школи неоплатонізму. Імовірно, після смерті Ямвліха Сопатр став головою філософської школи в Апамеї. Учні Ямвліха змінили своє колишнє місце діяльності, і Сопатр на чолі школи опинився в Константинополі при дворі Костянтина I. Там Сопатр намагався схилити імператора—християнина до традиційного політеїзму. Вплинути на Костянтина I він не зміг, впав у немилість і був страчений.
Також відомо, що Сопатр був зятем Ямвліха. Онук Сопатра Ямвліх Молодший, названий на честь Ямвліха, згодом зіграв важливу роль у збереженні безперервної традиції ямвліховського неоплатонізму.